# Manuel Olivé Sans
Manuel Olivé Sans (Barcelona, 1924, Barcelona, 1995), va ser, un maquetista de models de cotxe fabricats fins al més petit detall. Tots els models construïts per ell són veritables obres d'art i es poden trobar a les col·leccions privades d'alguns dels col·leccionistes més notables del món, incloent-hi els capitosts de la indústria o la reialesa.

## Biografia
Manuel Olivé Sans va néixer el 1926 a la ciutat de Barcelona. Olivé va estudiar inicialment l'ofici de mecànic a les Escoles Professionals Salesianes de Sarrià, cursos 1939-1942, posteriorment va fer estudis d'enginyeria. Volia seguir el mateix camí que el seu pare, construir maquetes de trens, però durant el servei militar (mitjans de la dècada de 1940) va construir la seva primera maqueta de cotxe i això va ser un punt d'inflexió a la seva vida, i així va començar una nova carrera construint principalment maquetes de cotxes. També va construir algunes maquetes de motocicletes, camions i gramòfons. Va fer motlles per a diverses empreses fabricants de cotxes miniatura, alguns es van fabricar, i altres mai van arribar al públic. Els models més petits que va fer van ser a escala 1:43, i el més gran va ser un enorme Fiat escala 1:5, per al museu Fiat, que va ser encarregat pel mateix Giovanni Agnelli.

## Maquetes famoses
La majoria dels models a escala 1:20 de Manuel Olivé eren peça única, cadascun construït d'un en un, encara que va fer varies unitats del Mercer Raceabout, així com algunes del Mercedes 300SL Gullwing. Tots els seus models a gran escala (1:12 - 1:10) són obres d'art úniques, mantenint-se fidels a la seva màxima de que cada peça havia de ser única.
Entre altres va fer:
- Mercer Raceabout
- Mercedes 300SL Gullwing
- Aston Martin DBR2/1
- Aston Martin DB3S
- Bugatti T41 Royale
- Aston Martin DBR2/2
- Ferrari 250 PF Spyder
- Bugatti Tipus 55
- Ferrari 500 TRC